# Urrácal (kommun)
Urrácal är en kommun i Spanien.   Den ligger i provinsen Provincia de Almería och regionen Andalusien, i den södra delen av landet, 400 km söder om huvudstaden Madrid. Antalet invånare är 342. Arean är 25,0 kvadratkilometer.
Terrängen i Urrácal är kuperad norrut, men söderut är den platt.